# داون‌تمپو
داون‌تمپو یا کندضرب (به انگلیسی: Downbeat یا Downtempo) سبکی از موسیقی الکترونیک آرام (ریلکس کننده) است که شبیه به موسیقی امبینت می‌باشد ولی بر خلاف قالب بدون ضرب موسیقی امبینت، دارای ضرب یا گروو‌هایی است. صداهای ضربی آن در پاره‌ای از اوقات توسط چرخه‌هائی که حس هیپتوتیزمی دارند ساخته می‌شوند. بعضی از اوقات ضرب‌ها پیچیده‌تر هستند و بجای حضور در پشت زمینه خصوصیات بیشتری دارند ولی نسبت به انواع دیگر موسیقی مثل موسیقی ترنس شدت کمتری دارند. به‌طور معمول سبک موسیقی چیل اوت نیز برای اشاره به این سبک موسیقی کاربرد دارد، اما نسبت به «داون‌تمپو» عام‌تر است و سبک‌های موسیقی دیگری را نیز را دربرمی‌گیرد. یکی دیگر از سبک‌های مرتبط «تریپ هاپ» است، در حالی که سبک موسیقی داون‌تمپو معمولاً از ضرب‌آهنگ کمتری نسبت به تریپ هاپ استفاده می‌کند. به دلیل خاصیت لینت دادن اعصاب و ایجاد حالت احساسی-رمانتیک این سبک و استفاده کمینه از شعر یا خواننده، این سبک به عنوان سبک موسیقی پشت زمینه در اتاق‌های چیل اوت مهمانی‌های رقص و کافه‌های پرطرفدار استفاده می‌شود.

## تاریخچه
دهه ۱۹۹۰ میلادی موج جدیدی از موسیقی با ضرب‌آهنگ آهسته‌تر را به همراه آورد که در اتاق‌های چیل‌اوت (به انگلیسی: Chillout rooms) (قسمت‌های ریلکس شدن باشگاه‌ها) یا مقاطع اختصاصی در رویدادهای موسیقی الکترونیک پخش می‌شد. موسیقی تمپو پایین شروع به پیدا کردن سطوحی در اطراف آیبیزا کرد هنگامی که دی جی‌ها و مروجان این‌گونه موسیقی زمانی که به صبح نزدیک می‌شدند با ریتم آهسته‌تر و موسیقی الکترونیک ملایم‌تر هیجان موسیقی را فرو می‌خواباندند. در سال ۱۹۹۴ سبک تریپ هاپ از شهر بریستول پدیدار شد، که با بهم پیوستن عناصر ضرب‌های موسیقی هیپ هاپ و بریک‌های درام اند بیس و فضای امبینت در ضرب‌آهنگ‌های کندتر شکل گرفت.